# Vernon Forrest
Vernon Forrest (ur. 12 stycznia 1971 w Auguście, zm. 25 lipca 2009 w Atlancie) – amerykański bokser, były zawodowy mistrz świata organizacji WBC oraz IBF w kategorii półśredniej (do 147 funtów) oraz WBC (dwukrotnie) w kategorii lekkośredniej (do 154 funtów).

## Kariera amatorska
Jego bilans walk amatorskich to 225 zwycięstw i 16 porażek. W 1991 roku został amatorskim mistrzem Stanów Zjednoczonych w kategorii lekkopółśredniej. W tym samym roku zdobył srebrny medal na Mistrzostwach Świata w Sydney. Po drodze do finału pokonał kolejno Michele Piccirillo (33:15), Narę Ciantrapona (22:6), Petera Richardsona (33:18) i Candelario Duvergela (dyskwalifikacja w pierwszej rundzie). W walce finałowej przegrał z Kostią Cziu (32:9).
W 1992 roku wystąpił na Igrzyskach Olimpijskich w Barcelonie, przegrał jednak już w swojej pierwszej walce w tym turnieju z Peterem Richardsonem.

## Kariera zawodowa
Pierwszą zawodową walkę stoczył w listopadzie 1992 roku. 28 sierpnia 1999 roku, w swojej trzydziestej walce, pokonał przez techniczny nokaut w siódmej rundzie byłego mistrza świata WBA w kategorii lekkośredniej, Santiago Samaniego, a pięć miesięcy później byłego mistrza IBF w tej samej kategorii wagowej, Vince’a Phillipsa.

### Mistrzostwo świata IBF w kategorii półśredniej
Po tym jak Félix Trinidad zrzekł się tytułu mistrza świata IBF w kategorii półśredniej z powodu zmiany kategorii wagowej na wyższą, Forrest dostał szansę walki o wakujący tytuł. 26 sierpnia 2000 roku zmierzył się z bokserem z Gujany, Raulem Frankiem. Walka została uznana za nieodbytą po tym, jak w trzeciej rundzie sędzia przerwał pojedynek ze względu na duże rozcięcie skóry Franka po niezamierzonym uderzeniu głową. Do walki rewanżowej między tymi pięściarzami doszło 12 maja 2001. Forrest wygrał na punkty i zdobył pas mistrzowski.
W sierpniu 2001 roku w nietytułowej walce znokautował w czwartej rundzie Edgara Ruiza, a następnie zrzekł się tytułu.

### Mistrzostwo świata WBC w kategorii półśredniej
26 stycznia 2002 roku odebrał Shane Mosleyowi tytuł mistrza świata WBC w kategorii półśredniej, pokonując go na punkty jednogłośną decyzją sędziów (Mosley w drugiej rundzie dwukrotnie leżał na deskach). Bokserzy spotkali się ponownie sześć miesięcy później – Forrest ponownie wygrał na punkty.
25 stycznia 2003 roku, w swojej drugiej obronie mistrzowskiego pasa, przegrał przez techniczny nokaut w trzeciej rundzie z mistrzem WBA, Ricardo Mayorgą. Forrest był liczony już w pierwszej rundzie, a w rundzie trzeciej po tym, jak kolejny raz leżał na deskach, sędzia przerwał walkę. Pojedynek rewanżowy, który odbył się 12 lipca 2003 roku, zakończył się kontrowersyjnym rezultatem – zwycięstwem Mayorgi decyzją większości na punkty.

### Kłopoty ze zdrowiem
Forrest z powodu kontuzji przez następne dwa lata nie stoczył ani jednego pojedynku. W 2005 roku stoczył dwie zwycięskie walki, pokonując przez techniczny nokaut Sergio Riosa (w drugiej rundzie) i Elco Garcię (w rundzie dziesiątej). W następnym roku walczył tylko raz – po kontrowersyjnej decyzji sędziów pokonał byłego mistrza świata WBA w kategorii półśredniej, Ike’a Quarteya.

### Mistrzostwo świata WBC w kategorii junior średniej
Po tym jak Floyd Mayweather Jr. zrzekł się tytułu mistrza świata WBC w kategorii lekkośredniej, Forrest zmierzył się z Carlosem Manuelem Baldomirem w walce o wakujący tytuł. Forrest pokonał Argentyńczyka na punkty i zdobył pas mistrzowski. 1 grudnia 2007 roku, w swojej pierwszej obronie, pokonał przez techniczny nokaut w jedenastej rundzie Włocha Michele Piccirillo. Tytuł stracił 7 czerwca 2008 roku, przegrywając na punkty decyzją większości z rodakiem Sergio Morą. Jednak już trzy miesiące później, w walce rewanżowej, zdecydowanie pokonał Morę na punkty i odzyskał tytuł (Mora w siódmej rundzie leżał na deskach). 21 maja 2009 roku federacja WBC odebrała mu jednak pas mistrzowski; powodem była przewlekła kontuzja, przez którą nie mógł zmierzyć się z tymczasowym mistrzem WBC w tej kategorii, Sergio Gabrielem Martínezem.

## Śmierć
25 lipca 2009 roku około godziny 23:00 Forrest został zastrzelony podczas próby kradzieży na stacji benzynowej w Atlancie. Forrest podróżował z jedenastoletnim synem swojej przyjaciółki. Podczas gdy chłopak poszedł do sklepu, bokser został zaatakowany przez dwóch mężczyzn. Jeden ze złodziei okradł go mierząc do niego z pistoletu, a następnie zaczął uciekać. Forrest, który również posiadał broń, zaczął go gonić. Podczas pogoni doszło do wymiany ognia. Kiedy bokser zrezygnował z pościgu i zawrócił w stronę samochodu, zobaczył drugiego z napastników. Podszedł do niego i chwilę rozmawiał, a następnie odwrócił się i zaczął odchodzić. W tym momencie został przez swojego rozmówcę siedem razy śmiertelnie postrzelony w plecy.